# L'espiazione
L'espiazione (L'Expiation) è un cortometraggio muto del 1915 diretto da Louis Feuillade.

## Produzione
Il film fu prodotto dalla Société des Etablissements L. Gaumont.

## Distribuzione
Uscì nelle sale cinematografiche francesi nel febbraio 1915, in quelle italiane nell'ottobre dello stesso anno.